# Погубятичи
Погубя́тичи (бел. Пагубяцічы) — деревня в Брестском районе Брестской области Белоруссии. Входит в состав Лыщицкого сельсовета.

## История
В XIX веке — деревня Брестского уезда Гродненской губернии. В 1858 году — часть имения Сегеневщина, бывшего владением Гажица. В 1870 году — центр сельской общины.
В 1905 году — деревня Лыщицкой волости Брестского уезда.
После Рижского мирного договора 1921 года — в составе гмины Лыщицы Брестского повята Полесского воеводства Польши, 27 дворов.
С 1939 года — в составе БССР.